# Alexander Jurjewitsch Baschenow
Alexander Jurjewitsch Baschenow (russisch Александр Юрьевич Баженов; * 26. April 1981 in Komsomolsk am Amur, Russische Sowjetrepublik, Sowjetunion) ist ein ehemaliger russischer Radrennfahrer.
Alexander Baschenow gewann 2003 die beiden italienischen Eintagesrennen Trofeo Banca Popolare und Giro del Belvedere. Später gewann er das Straßenrennen der russischen Meisterschaft und eine Etappe sowie die Gesamtwertung des Triptyque des Barrages. 2004 wurde er dann Profi bei Domina Vacanze. Nach einem erfolglosen Jahr wechselte er zu Naturino-Sapore di Mare, wo er zwei Jahre blieb. 2007 fuhr Baschenow für das Continental Team Cinelli-Endeka-OPD.

## Erfolge
2003
- Trofeo Banca Popolare
- Giro del Belvedere
- Russischer Straßenmeister
- Gesamtwertung und eine Etappe Triptyque des Barrages

## Teams
- 2004 Domina Vacanze
- 2005 Naturino-Sapore di Mare
- 2006 Naturino-Sapore di Mare
- 2007 Cinelli-Endeka-OPD